# 銚子市警察
銚子市警察（ちょうししけいさつ）は、かつて存在した千葉県銚子市の自治体警察である。

## 概要
旧警察法の施行で、従来の千葉県警察部が解体され、1948年（昭和23年）3月7日に銚子市警察署が設置された。
その後、1954年（昭和29年）に、旧警察法が全面改正される形で新警察法が公布された。これにより国家地方警察と自治体警察が廃止され、新たに都道府県警察として千葉県警察本部が発足。銚子市警察も千葉県警察に統合され、姿を消した。